# 71: Into the Fire
Pour plus de détails, voir Fiche technique et Distribution.
71 - Into The Fire (hangeul : 포화속으로 ; RR : Pohwasogeuro) est un film de guerre sud-coréen coécrit et réalisé par Lee Jae-han, sorti en 2010. Il est diffusé en France sous le titre Into the Fire.

## Synopsis
Ce film est basé sur l'histoire vraie d’un groupe de 71 soldats-étudiants sud-coréens qui ont été tués pour la plupart le 11 août 1950 lors de la bataille de Pohang.
1950, la guerre de Corée fait rage. Alors que les troupes sud-coréennes sont poussées dans leurs retranchements, les autorités militaires reçoivent l'ordre de laisser sur place 71 étudiants, qui seront chargés de défendre seuls la ville de Pohang. Le commandement est confié à Oh Jang-Beom, un jeune homme qui se trouve être le seul à avoir un jour assisté à une vraie bataille.

## Fiche technique
- Titre original : 포화속으로
- Titre international : 71-Into the Fire
- Réalisation : Lee Jae-han
- Scénario : Kim Dong-woo, Lee Jae-han et Lee Man-hee
- Direction artistique : Yun Ju-hun, Shin Bo-gyeong et Lee Mi-gyeong
- Photographie : Choi Chan-min
- Montage : Choi Min-yeong et Kim Chang-joo
- Musique : Lee Dong-jun
- Production : Jeong Tae-won
- Sociétés de production : Taewon Entertainment ; Ubu Film (coproduction)
- Société de distribution : CJ Entertainment
- Pays d'origine :  Corée du Sud
- Langues originales : coréen et anglais
- Format : couleur - 1.85:1
- Genre : guerre
- Durée : 117 minutes
- Dates de sortie :
  - Corée du Sud :  16 juin 2010  (avant-première mondiale à Séoul) ; 16 juin 2010 (nationale)
  - France: 26 janvier 2011 (télévision) ; 1er avril 2011 (DVD/Blu-ray)

## Distribution
- Kwon Sang-woo : Koo Kap-jo
- Cha Seung-won : Park Mu-Rang
- Choi Seung-hyeon : Oh Jang-beom
- Kim Seung-woo : Kang Seok-Dae
- Choi Min : le capitaine
- David McInnis : le sergent Jones
- Jeong Jae-heon : Hak Do-Byeong (sniper)
- Jo Won-hee : le commandant
- Ki Se-hyeong : un élève soldat
- Kim Dong-beom : Jae-Seon
- Kim Dong-yeon : un élève soldat
- Kim Han : Kang Seok-Dae (l'adjudant)
- Kim Han-jeon : Kwang Il
- Kim Ho-won : Byeong-Tae
- Kim Hye-seong : Yong-Man
- Kim Seong-ryeong : la mère de Jang-Beom
- Lee Seung-geun : le sergent Choi Cheol-Nam
- Mun Jae-won : Yong-Bae
- Park Jin-hee : Hwa-Ran, l'infirmière
- Park Tae-jeon : Won-Chaek
- Shin Hyeon-tak : Dal-Yeong
- Ronald G. Roman : John H. Church

## Distinctions

### Récompenses
- Festival international du film d'Icheon Chunsa 2010 : Prix du Jury
- Grand Bell Awards 2010 : Popularité de la vague coréenne pour Choi Seung-hyeon
- Blue Dragon Film Awards 2010 :
  - Meilleur nouvel acteur pour Choi Seung-hyeon
  - Acteur le plus populaire pour Choi Seung-hyeon
- Baeksang Arts Awards 2011:
  - Meilleur nouvel acteur pour Choi Seung-hyeon
  - Acteur le plus Populaire pour Choi Seung-hyeon

## Autour du film
- Le premier titre provisoire du film était 71, ensuite Dans le Tir. Le tournage a commencé le 1er décembre 2009, avec l'aide du ministère de la défense nationale (T.O.P. a été blessé pendant le tournage) et a fini le 13 avril 2010.
- Le film est sorti dans les cinémas en Corée du Sud le 16 juin 2010. Il a été publié en DVD et en Blu-ray par l'Asie Cine le 14 mars 2011.

### Articles externes
- (en + ko) ? sur HanCinema
- Ressources relatives à l'audiovisuel :   - AllMovie
  - Allociné
  - Filmweb.pl
  - IMDb
  - LUMIERE
  - OFDb
  - Rotten Tomatoes
  - The Movie Database